# Hildur Lien
Hildur Maria Lien, född Wickman 16 september 1896 i Falun, död 15 september 1965 i Örebro, var en svensk politiker (moderat). Hon var lokalpolitiker i Örebro. 
Efter studentexamen utbildade sig Lien till folkskollärare. Hon arbetade som lärare vid Örebro stads folkskolor 1932–1962. 
Hon blev 1932 medlem i lokalavdelningen för Sveriges Moderata Kvinnoförbund i Örebro. Hon var ordförande i Högerns Kvinnoförening (HKF), andra vice ordförande i Högerföreningen, ledamot i kvinnoförbundets centralstyrelse, ledamot i Örebro läns landsting och Örebro stadsfullmäktige, och slutligen 1942 medlem i partistyrelsen. 
Hildur Lien i Örebro, Axelia Kallin i Södertälje och Saga Bergsten i Arvidsjaur blev de tre första kvinnorna som valdes in i Moderaternas partistyrelse.
Hildur Lien beskrivs som en skicklig retoriker och placerades på riksdagslistan på varje val mellan 1936 och 1950; till skillnad från vad som var normalt för kvinnor inom det moderata partiet placerades hon ofta på valbar plats trots opposition på grund av hennes kön, men vann aldrig en plats eftersom Moderaterna inte gick bra nog. 
Hon var ledamot av Vasaorden.